# Peremirat

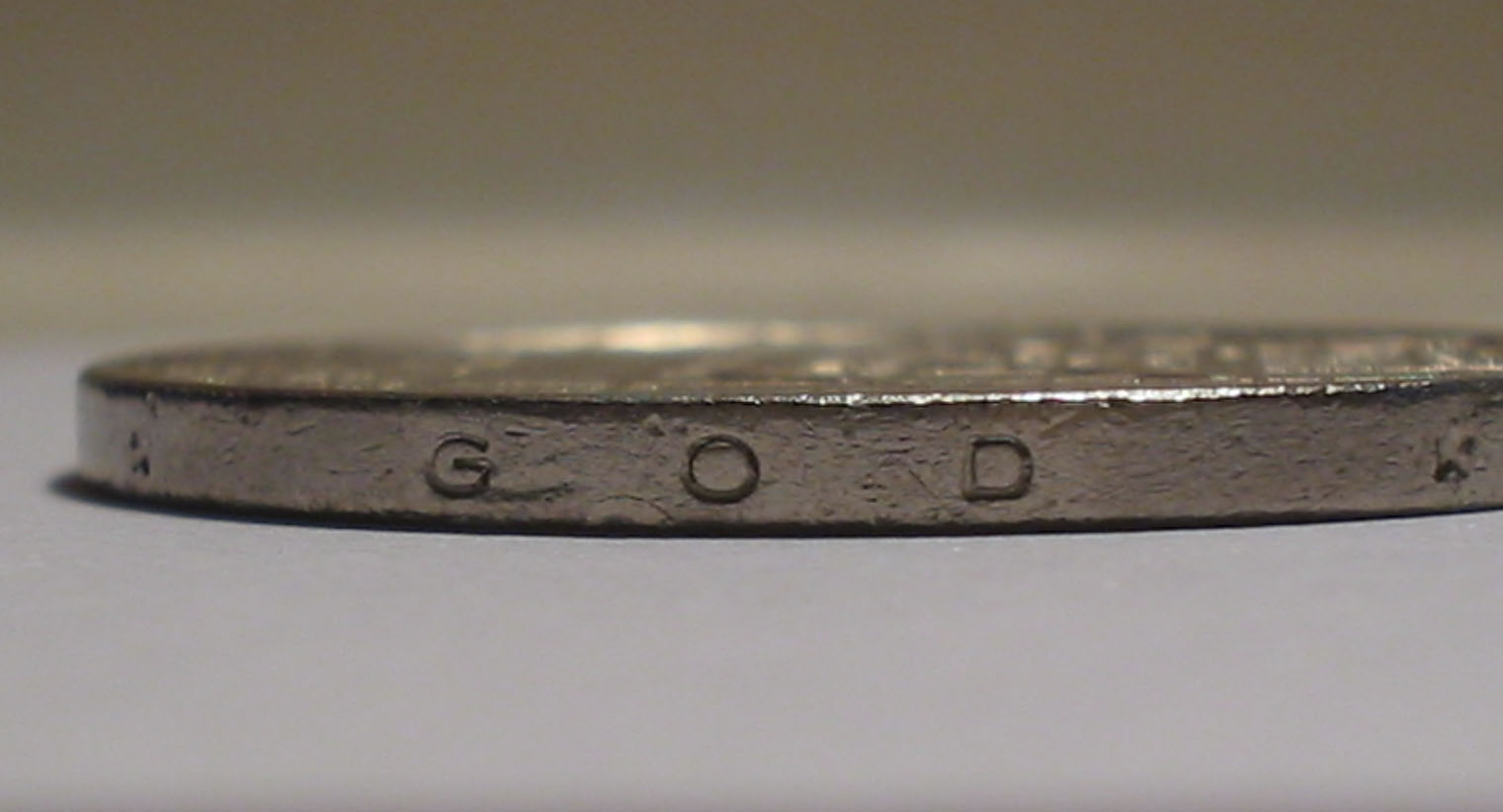
A peremirat részlete egy holland érmén

A peremirat az érmék peremén szereplő szöveg, esetleg szám, mely a pénzhamisítás és a pénzcsonkítás megnehezítését szolgálja.
A peremirat a gépi pénzveréssel együtt jelent meg. A karakterek lehetnek a perembe mélyítettek (mint a kéteuróson) vagy a peremből kiemelkedőek (mint a svájci ötfrankoson). A mélyített felirat sokkal elterjedtebb, a legtöbb peremiratos érme mélyített kivitelű. A kiemelkedő peremirat gyártása, de hamisítása is sokkal nehezebb.

## Ismertebb peremiratok

### Amerikai Egyesült Államok
Az újabb kiadású amerikai egydolláros érméken („Elnök”-sor, „Amerikai bennszülöttek”-sor)

### Ausztria
- VIRIBVS VNITIS = Egyesült erőkkel – I. Ferenc József császári uralkodói mottójának latin nyelvű változata szerepelt az osztrák kiadású koronaérméken[3]

### Egyesült Királyság
Az 1983 óta kiadott egyfontosokon szerepel peremirat. Az egyfontosok hátlapjának éremképe évenként változik, minden évben másik tagállam jelképei szerepelnek rajta, ezzel együtt változik a peremirat is.
- DECUS ET TUTAMEN = Dísz és védelem – Anglia és Észak-Írország[4]
- NEMO ME IMPUNE LACESSIT = Senki sem háborgathat büntetlenül – Skócia[4]
- PLEIDIOL WYF I'M GWLAD = Hű vagyok hazámhoz – Wales[4]

### Eurózóna
Valamennyi kéteuróson szerepel – országonként változó – peremdísz, amely olykor szöveges (azaz peremirat), máskor csak a névérték és valamilyen jelkép (csillag, pajzs, máltai kereszt) látható.

### Hollandia
- GOD ZIJ MET ONS = Isten legyen velünk – Az egykori holland forint érméin és a jelenlegi holland kéteuróson is szerepel.[6]

### Magyarország
- BIZALMAM AZ ŐSI ERÉNYBEN – I. Ferenc József uralkodói mottója szerepelt a koronarendszer nagyobb magyar érméin[7]
- MUNKA A NEMZETI JÓLÉT ALAPJA, később M Á P V – A második világháború után kiadott ezüst ötforintosok peremiratai. Azóta magyar pénzérmén peremirat nem szerepelt. Várhatóan az euró bevezetésével jelenik meg újra peremirat magyar érmén (a többi kiadáshoz hasonlóan a kéteuróson).

### Németország
- GOTT MIT UNS = Isten velünk – A császárság idején (az első világháború végéig) használták.
- EINIGKEIT UND RECHT UND FREIHEIT = Egység és jog és szabadság – A weimari köztársaság idején, illetve a második világháború után használták több márkaérme peremén; ma a német kéteuróson is ez a peremirat.[8]
- GEMEINNUTZ GEHT VOR EIGENNUTZ = A közérdek előbbre való az önérdeknél – A nemzetiszocializmus idején használták néhány érmetípuson.

### Svájc
- DOMINUS PROVIDEBIT = Az Úr gondoskodni fog – Az ötfrankoson szerepel.[9]

## Külső hivatkozások
- freeweb.com – Legends/Abbreviations. (Feliratok és rövidítések) In: Collecting World Coins (A világ érméinek gyűjtése)